# Jacksonville (Texas)
Jacksonville è un comune (city) degli Stati Uniti d'America della contea di Cherokee nello Stato del Texas. La popolazione era di 14.544 abitanti al censimento del 2010.

## Geografia fisica
Secondo lo United States Census Bureau, la città ha una superficie totale di 36,89 km², dei quali 36,88 km² di territorio e 0,02 km² di acque interne (0,05% del totale).

## Società

### Evoluzione demografica
Secondo il censimento del 2010, la popolazione era di 14.544 abitanti.

### Etnie e minoranze straniere
Secondo il censimento del 2010, la composizione etnica della città era formata dal 52,84% di bianchi, il 22,35% di afroamericani, lo 0,8% di nativi americani, lo 0,85% di asiatici, lo 0,05% di oceanici, il 20,68% di altre razze, e il 2,43% di due o più etnie. Ispanici o latinos di qualunque razza erano il 34,28% della popolazione.